# Châteauvieux (Loir-et-Cher)
Châteauvieux ist eine französische Gemeinde mit 524 Einwohnern (Stand: 1. Januar 2022) im Département Loir-et-Cher in der Region Centre-Val de Loire. Sie gehört zum Arrondissement Romorantin-Lanthenay und zum Kanton Saint-Aignan. 

## Geographie
Châteauvieux ist die südlichste Gemeinde des Départements Loir-et-Cher. Sie liegt etwa 40 Kilometer südlich von Blois. Umgeben wird Châteauvieux von den Nachbargemeinden Seigny im Norden, Couffy im Nordosten, Lye im Osten, Villentrois-Faverolles-en-Berry im Süden, Nouans-les-Fontaines im Südwesten, Orbigny im Westen sowie Saint-Aignan im Nordwesten.

## Bevölkerungsentwicklung
| Jahr                       | 1962 | 1968 | 1975 | 1982 | 1990 | 1999 | 2006 | 2017 |
| Einwohner                  | 747  | 727  | 629  | 660  | 584  | 575  | 553  | 538  |
| Quellen: Cassini und INSEE |      |      |      |      |      |      |      |      |

## Sehenswürdigkeiten
- Kirche Saint-Hilaire aus dem 13. Jahrhundert

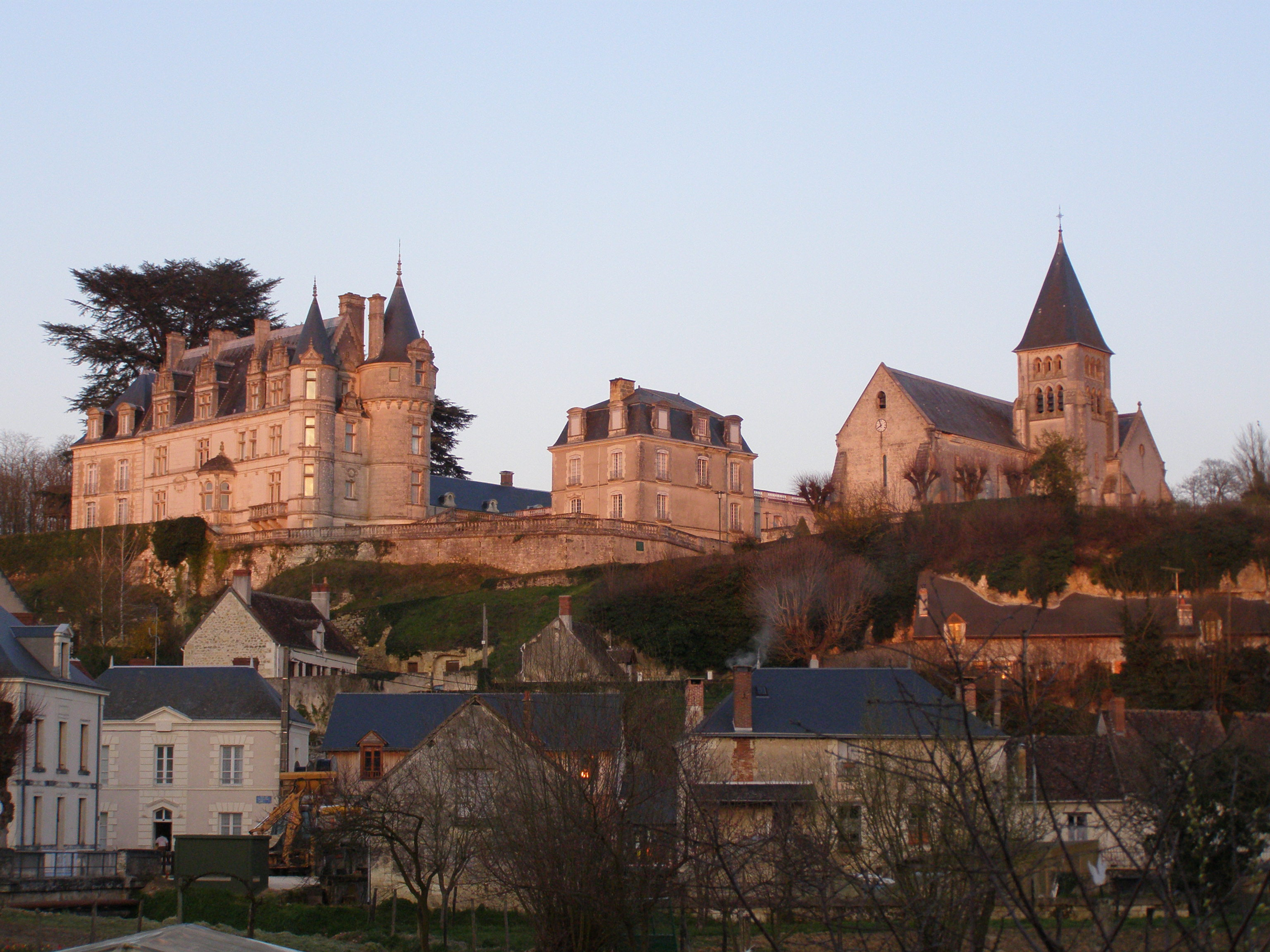
Schloss Châteauvieux

- Schloss von Châteauvieux
- Weinmuseum